# Apostelmødet
Apostelmødet i Jerusalem refererer til et kirkemøde i Jerusalem omkring år 50 imellem apostlene og de ældste i jerusalemsmenigheden på den ene side og Paulus fra Tarsus og Barnabas på den anden.
Apostelmødet i Jerusalem er det første 'topmøde' i den kirkelige verden, og fik stor betydning for kristendommens videre udbredelse, og mødet dannede model for de kommende århundreders mange kirkemøder, de såkaldte konciler, hvor vigtige teologiske spørgsmål blev afgjort, og hvor afgørende bekendelsesskrifter blev formuleret.
Jerusalem var den tidlige kristendoms center indtil byen blev ødelagt af romerne i år 70.
Anledningen til mødet
Den spæde kristne kirke stod over for en afgørende beslutning. På grund af især Paulus' omfattende missionsvirksomhed blandt hedninger, voksede antallet af kristne med en ikke-jødisk baggrund. Topmødet skulle bringe en løsning på stridsspørgsmålet som truede med at splitte kirken; skulle nye kristne fra den ikke-jødiske verden lade sig omskære og overholde de jødiske leveregler for at være rigtige kristne?
Afgørelsen faldt ud til fordel for de hedningekristne; de behøvede ikke at overholde de jødiske forskrifter, men skulle anerkendes som ligeberettigede kristne. Dog blev de pålagt at overholde tre minimalbestemmelser fra den jødiske lov: De skulle afholde sig fra 1) afgudsofferkød, 2) blod og kød fra kvalte dyr, og 3) utugt. ((Ap.G. 15,28-29).
Apostelmødet anses blandt teologer for afgørende i kristendommens udvikling fra en jødisk sekt til en verdensreligion.
De vigtigste deltagere
Hedningemissionærerne Paulus fra Tarsus, Barnabas og Titus repræsenterede de hedningekristne over for lederne af den jødekristne menighed i Jerusalem; disciplene Peter, Johannes og Jesu ældste bror Jakob.
Mødets konklusion ifølge Lukas
For Helligånden og vi har besluttet ikke at lægge nogen anden byrde på jer end dette nødvendige, at I skal holde jer fra kød, der ofres til afguder, og fra blod og fra kød af kvalte dyr og fra utugt. Ved at holde jer fri af det handler I ret. Lev vel! (Ap.G. 15,28-29).
 Denne artikel bør gennemlæses af en person med fagkendskab for at sikre den faglige korrekthed.
    De følgende afsnit er oversat fra den tyske Apostelkonzil og bør ses efter for direkte fejl og for den rette anvendelse af fagudtryk og sædvanlige danske vendinger

## Datering
Paulus henviser til at han efter 14 år besøgte Jerusalem for anden gang efter sin omvendelse (Gal. 2,1). Man ansætter denne Paulus' såkaldte Damaskus-oplevelse til 32 eller 33, hvorefter apostelmødet tidsmæssigt kan placeres midt i 40'erne.
Til et lignende resultat kommer NT-historikere ud fra angivelser i apostelhistorien: ifølge Ap.G. 12,23f lå mødet før Herodes Agrippa's død som ifølge Flavius Josefus skulle være i 44. Derpå følger Paulus' anden missionsrejse til Grækenland, hvor han opholdt sig i Korinth til 50 (Ap.G. 18,2). De fleste teologer sætter herudfra apostelmødet til mellem 44 og 49.
Enkelte eksegeter hælder til en datering før 44. Derved går de ud fra at Paulus i Galaterbrevet kun nævner to Jerusalembesøg. Apostelhistorien beretter dog også om en kollekt før Herodes Agrippas død, en kollekt som på grund af en fordyrelse af melet skulle være organiseret af Paulus og andre og være overbragt til Jerusalem endnu før Agrippas død (Ap.G. 11,27–30). Dette besøg betragter man som det samme som den rejse Paulus beskriver til apostelmødet.
Andre eksegeter sætter mødet til de tidlige 50'ere, fordi Paulus havde en position i Jerusalem som han kun kan have opnået som resultat af sit missionsarbejde i Grækenland. Disse eksegeter afviser helt og holdent Apostlenes Gerninger som kilde.
Endelig fører nogle eksegeter uoverensstemmelsen mellem de to tekster tilbage på to forskellige møder, således at Galaterbrevet skulle omtale et tidligere møde og Apostlenes Gerninger kapitel 15 (Ap.G. 15) et senere møde mellem Paulus og repræsentanter for urmenigheden. Derfor lader den i Gal. 2,11–14 beskrevne fornyede konflikt sig sætte lig de tildragelser som Ap.G. 15,1–6 fremstiller som udløser af det (nu "andet") møde.
Den nytestamentlige teolog Hans Conzelmann afviser derfor såvel den tidlige datering som teorien og de to møder. Han henviser til at andre kilder for årene før Agrippas død ikke beretter om nogen "dyrtid", men nok om en lokal forsyningskrise for 46 og 48. Lukas har muligvis byttet om på rækkefølgen af begivenhederne: thi i Ap.G. 12,24 er der for Paulus og Barnabas tale om en "tilbagevenden" til Jerusalem fra Antiokia, som vel efter Gal. 2,11 først fandt sted efter mødet (sml. Ap.G. 15,30–35)

## Forhistorien
Urkristendommen i Jerusalem bestod ifølge Ap.G. 2 fra begyndelsen af jøder, proselytter og hellenister, som i Jesus Kristus så Israels Messias. Deres forskellige religiøse baggrunde kom til udtryk i meget forskellige holdninger til tempelkulten og til toraen, noget der snart førte til konflikter.
Tidligere var der en konflikt om forsørgelse af hellenisternes enker, som blev løst med valget af de syv fattigforstandere eller menighedstjenere (diakoner) Ap.G. 6,5. Dog blev deres formodede leder Stefanus anklaget og stenet af de saddukæiske tempelpræster på grund af den tempelkritik han fremførte. Derefter blev hans tilhængere forfulgt og de flygtede ud af Jerusalem. Blandt deres forfølgere var også farisæeren Paulus. (Ap.G. 8,1).
En følge af deres fordrivelse var missionen i de omliggende områder, hvor nu også ikke-jøder, hedninger, blev vundet for troen på Jesus Kristus. Således opstod der kristne menigheder i Samaria, Syrien, Kypern und Lilleasien. En yderligere konsekvens var den rumlige adskillelse af "judaister" ("hebræere"?) fra "hellenisterne" inden for urmenigheden i Jerusalem. Fra at have levet med hinanden levede de nu snarere ved siden af hinanden med forskellige teologiske opfattelser hvad angår de jødiske rituallove.
Menigheden i Jerusalem forstod det at være kristen som tilhørighed til de sidste tiders "sande" henholdsvis "fornyede" gudsfolk med de tolv apostle som symbol for Israels tolv stammer. For så vidt ville de forblive en del af jødedommen og havde agtelse for jødisk skik med omskærelse, renheds- og spiselove og ofring i templet i Jerusalem som var de første kristnes samlingssted. For den palæstinænsiske urkristendom var Jesus på ingen måde kommet for at ophæve toraen, men for at opfylde (Matt. 5,17–20).
Deraf drog nogle jødekristne den slutning at en kristen der troede på Jesus som Israels Messias, måtte lade sig omskære for at være en del af gudsfolket og få sin del af forjættelsen, og hertil hørte traditionelt forpligtelsen på alle torabud. Denne opfattelse kaldes ofte judaisme og tilhængerne af denne strenge opfattelse for judaister og har formodentlig haft tilhængere blandt farisæere i Jesu nære omgivelser.
Ved siden af denne gruppe som Paulus selv før sin omvendelse så som "ivrige for loven", fandtes der formidlende positioner, til hvilke Peter og Jakob, Jesu bror hørte. Jakob blev apostel efter Jesu død og fik en ledende rolle i urmenigheden. Han nød stor anseelse på grund af sin toratro holdning og gjaldt som ubestridt moralsk autoritet, hvilket antydes af at man tilskrev ham Jakobsbrevet.
På den anden side synes den hellenistiske del af menighederne blot at have anset den jødiske lov for en moralsk målestok og efterlevede åbenbart hverken omskærelse, tempelkult eller spiseregler. Dette var formodentlig anledning til de videre kristenforfølgelser under Herodes Agrippa, der på den måde kunne vinde sympati hos det saddukæisk dominerede Synedrium (Ap.G. 12,3). Dette satte den jødekristne menighed i Jerusalem i et dilemma. Thi hvis de ville stå sammen med deres kristne brødre, udsatte de sig for forfølgelse og gjaldt for forrædere af jødedommen, som de dog tilhørte og anså for deres hjem.
De forskellige apostles rejser til de nye menigheder bragte hele tiden konflikter om at følge toraen på dagsordenen. Det centrale stridspunkt i denne sammenhæng drejede sig om de fælles måltider; her var spiselovene en forhindring.
Paulus tilspidsede konflikten: for siden sin omvendelse omkring 35 gik han ind for det modsatte af sine tidligere farisæiske holdninger. Som hovedfortaler for den hellenistiske teologi lærte han renhed for hedningerne ved tro og Helligånden; tilknytningen til det abrahamitiske forblev ganske vist også for ham nødvendigt for frelsen, men betød ikke nødvendigvis jødisk herkomst eller praksis. Ved farisæisk metodik og hellenistisk retorik definerede Paulus således et afgørende alternativ til farisæernes holdninger. Der blev derved en teologisk konflikt ud af et praktisk problem. Gennem sin omfangsrige missionsvirksomhed forøgede han tillige antallet af hedningekristne menigheder betragteligt og forandrede derved størrelsesforholdene, så en løsning på problemet blev nødvendig.
Ifølge Ap.G. 15,1 var den umiddelbare anledning til mødet et sammenstød mellem Paulus og Barnabas med mænd fra "Judæa" der forlangte omskærelse af menigheden i Antiokia med begrundelsen:
Hvis I ikke lader jer omskære efter moseloven, kan I ikke blive salige
Man antager at disse judaister var identiske med "de jøder" der allerede havde stillet Peter til ansvar for de første dåb og bordfællesskab med hedninger (Ap.G. 11,2f) og åbenbart tilsluttede sig Jakobs position (Gal. 2,12). Derfor havde menigheden sendt Paulus og Barnabas til Jerusalem for at indhente råd og afgørelse fra apostlene i Jerusalem (Ap.G. 15,2–6).

## Forløb og beslutning

### Fremstillingen i Galaterbrevet
Paulus forstod ikke blot mødet som løsningen af et praktisk problem således at jøder og kristne igen kunne have måltidsfællesskab, men som afgørelse af sandheden af det evangelium han havde prædiket, altså om hans tro og forkyndelsesopgave. For skønt han tilbageførte sin opgave med hedningemission direkte til sin egen personlige erfaring med Jesus, og efter sine egne oplysninger allerede længe havde virket uafhængigt af de øvrige apostle, drejede det sig nu om for ham at få deres tilslutning: ... så jeg ikke skulle løbe eller have løbet forgæves. (Gal. 2,2).
Han fremstiller sig selv (Gal. 2,4-10) som ordfører i forhandlingen, uden at nævne at det skulle være som udsending for Antiokia. Det var således ikke lykkedes for de "falske brødre" der havde sneget sig ind for at udspionere hans frihed i Kristus at trænge ham i defensiven – om så blot for en stund. Ydermere havde ingen der havde noget at sige inden for menigheden pålagt ham noget – Paulus nævner kun de "tre søjler" Jakob, Peter (Kefas) og Johannes – end ikke hans ledsager grækeren Titus var blevet tvunget til omskærelse. De havde snarere erkendt at hans missionsresultater var at sidestille med Peters, og de havde med håndslag forsikret ham at han og Barnabas havde ret til at forkynde evangeliet blandt hedninger – ganske som han selv havde forstået det. De skulle blot huske på "de fattige".
Dermed er de kollekter der er omtalt i Ap.G. 21,14–26 tiltænkt menigheden i Jerusalem til hvilke Paulus ofte henviste (Rom. 15,26; 1.Kor 16,1). Ellers citerer Paulus ingen officielle eller overhovedet nogen skriftligt fastholdte beslutninger fra Apostelmødet som han ville have skullet rette sig efter. Der blev nået enighed om en arbejdsdeling efter hvilken Peter hovedsagelig skulle missionere blandt jøder, Paulus og Barnabas bandt hedninger.

### Fremstillingen i Apostlenes Gerninger
Beretningen i Apostlenes Gerninger (Ap.G. 15,2-10) fortæller en anden historie: Lukas fremstiller at Paulus kun skulle være en af flere hedningemissionærer som af deres respektive menigheder var blevet sendt til Apostelmødet. Allerede deres rejse dertil synes et triumftog, da de på vejen modtog uforbeholdne opmuntringer i Fønikien og Samaria. Derfor blev de ved deres ankomst modtaget af samtlige medlemmer, apostle og ældste. Først havde de henvist til deres missionsresultater; så var nogle fra farisæernes "parti", som var blevet kristne, trådt op og havde bekræftet opfattelsen hos Paulus' modstandere i Antiokia.
Disse mennesker skal omskæres, og de skal have besked på at overholde de love og forskrifter, Moses har givet os. (Ap.G. 15,5)
Derefter havde apostlene og de ældste rådført sig med hinanden – åbenbart uden den øvrige menighed. Omsider havde Peter erindret om sin egen hedningemission. Gud havde givet ham såvel som jøderne Helligånden, idet han har renset deres hjerter ved troen. At overholde toraen var et åg som hverken vore fædre eller vi har magtet at bære.
I samme ånd skal Jakob have plæderet for hedningemission. Han mindede ifølge Lukas om det gammeltestamentlige løfte om bygningen af et nyt tempel – et indicium på at denne tekst er fra efter templets ødelæggelse i 70 – og fordrede at hedninger kun skulle undgå kød fra offerdyr, utugt, og blod for at være i en minimal overensstemmelse med de traditionelle jødiske renhedslove. (Se Jakobsklausulerne (Aposteldekretet))
Det er omstridt om han dermed havde de noatiske bud (1.Mos 9,4-7) i tankerne eller lovene for fremmede i Israel (fx 3.Mos 17,10; 3. Mos 18,26). I hvert fald skulle det fælles måltid åbenbart også være muligt uden at bilægge den grundlæggende konflikt: de hedningekristne skulle holde sig til de rituelle love, som skulle muliggøre at de i det mindste kunne tolereres som "gæster" ved bordet.
I tilslutning til disse taler traf den samlede menighed ifølge Lukas den skriftlige beslutning, at hedningemissionen blev grebet an som Jakob havde foreslået og sendte Paulus og Barnabas sammen med repræsentanter for urmenigheden tilbage til Antiokia med denne opgave (Ap.G. 15,22–29).

## Historisk vurdering
Paulus' skildring gælder som autentisk fordi han var øjenvidne til hændelserne og beretter om disse kort efter. Som en del af konflikten kan han dog have givet en ensidig fremstilling af mødets forløb og resultater for sin menighed.
Lukas' beretning derimod gælder som en senere og idealiserende rekonstruktion, som ikke lader sig måle med nutidig historisk målestok. Lukas gengav næppe ordret Peters og Jakobs indlæg på mødet, men formulerede dem selv. For ham forelå allerede den græske oversættelse af Tanakh, Septuaginta, som Jesus' gallilæiske tilhængere næppe har kendt. Jakobs tale citerer derfra og er retorisk og litterært holdt i hellenistisk stil. Ikke desto mindre kan disse taler ganske vel videregive de respektive positioner.
De to versioner afspejler den forskellige betydning for deltagerne af det fundne kompromis, på papir eller som håndslag: For Paulus var det vigtigt at få den grundlæggende anerkendelse af missionen blandt de hedningekristne fra de betydende kredse i Jerusalem; indskrænkningen "med henblik på de svage i troen" tillagde han ikke nogen væsentlig betydning. Lukas derimod fremhævede som et kompromis at minimalbudene for hedningerne blev opretholdt for ved den fortsatte gyldighed af rituallovene at kunne bevare kontinuiteten for de kristne til jødedommen. På den måde kunne man ganske vist opretholde bordfællesskabet, men det grundlæggende teologiske problem var ikke ophævet, og der lå yderligere konflikter forude.
Den teori at der har været tale om to møder, og at modsætningerne mellem Paulus og Lukas skulle kunne forklares ved at de omtaler disse forskellige møder, har ikke kunnet sætte sig igennem i forskningen; der findes flere lighedspunkter end forskelle, og forklaringerne på hvorfor Lukas og Paulus ikke hver især har berettet om det andet møde, er vanskelig at eftervise. Ikke desto mindre er der nu som tidligere nogen der favoriserer denne teori, ikke mindst når trosoverbevisning er involveret.

## Følger
Paulus viser umiddelbart i tilknytning til sin fremstilling af apostelmødet følgende (Gal. 2,11–14) : efter at delegationen fra urmenigheden i Antiokia havde indfundet sig, havde Peter, der før delte bordfællesskab med hedningerne, taget afstand fra dette af angst for sine strenge brødre. Også andre jødekristne, sågar Barnabas, havde ladet sig påvirke deraf og "hyklet". Her førte det kompromis, der dog netop skulle muliggøre fællesskabet mellem jøder og hedninger inden for den kristne menighed åbenbart til afstand mellem grupperne.
Paulus betoner at han ikke har accepteret det, men offentligt stillet Peter til regnskab:
Når du, der er jøde, lever som hedning og ikke som jøde [med henblik på det tidligere bordfællesskab med hedninger], hvordan kan du så tvinge hedningerne til at leve som jøder? [med henblik på kravet vedrørende spiselovene] (Gal. 2,14)
Enten fandtes dette pålæg slet ikke efter hans mening, eller han afviste det så snart han så at det bidrog til spaltning.
I 1. Korintherbrev (1.Kor 8,7f og 1.Kor 10,19–29) modsiger Paulus udtrykkelig apostelmødets spiseforskrifter. I det senere Romerbrev (Rom. 14) anbefaler han dog de hedningekristne – her de stærke i troen, som kender de religiøse forskrifters uduelighed for frelsen – dog alligevel af kærlighed til og enighed med de "svage" jødekristne at have agtelse for deres regler vedrørende måltiderne: Ødelæg ikke Guds værk på grund af mad. Alt er rent, men for den, der tager anstød af at spise det, bliver det noget ondt.(Rom. 14,20)
Det viser for det første at hedningemissionen på ingen måde erstattede missionen blandt jøder, men at der opstod blandede menigheder, således at bordfællesskab mellem jødekristne og hedningekristne blev et problem. For det andet var nogle jødekristne selv om de var langt fra Jerusalem, ikke parate til at opgive deres mosaiske tradition og leve som kristne på "hedensk" vis. Man kan heller ikke udelukke at der også fandtes hedningekristne som gik ind for den "jødekristne" teologi, fordi de helt og holdent ville tilslutte sig den jødiske kristendom.
Tilmed besad Paulus selv i de menigheder han havde grundlagt på ingen måde alene den teologiske autoritet, men måtte til stadighed tilkæmpe sig den på ny. Opgavedelingen i missonsarbejdet betød altså ikke at det uden for Palæstina kun var hans position der gjaldt. Jødekristne traditioner holdt sig helt ind i det fjerde århundrede, ikke blot i Syrien og Egypten eller Lilleasien, men også i Vesten, ikke mindst i kamp med arianismen.
Men i det store og hele satte det paulinske syn på kirken sig igennem. De regler der ifølge Lukas blev udfærdiget på apostelmødet i det såkaldte aposteldekret gælder nu blot i randgrupperinger af kristendommen som Jehovas Vidner eller i menigheder af messiansk jødedom.

## Teologisk betydning
Dette møde kan vurderes som betydningsfuldt på flere områder:
- Ekklesiologisk: Menighederne i urkristendommen forstod sig senest fra dette tidspunkt som et udvalgt (ty. "herausgerufene") fællesskab (ecclesia) af jøder og hedninger. Det der forbandt var ikke længere tilhørsforhold til det jødiske folk eller det at følge de jødiske rituallove, der dengang havde den funktion at skabe identitet, men troen på Jesus Kristus, dåben og det at have del i Helligånden. Kristendommen var nu faktisk en (egen) religion ved siden af jødedommen, selv om adskillelsesprocessen mellem de to ikke kan reduceres til dette punkt.[5]

- Kirkehistorisk: Selv om den nutidige eksegese hellere taler om et møde eller et konvent, kan man alligevel se dette som den første prøve på et "koncil": et indre stridspunkt der var af betydning for alle blev afklaret af menigheden ved dialog og ikke afgjort af en central instans. Dette koncilprincip forblev gyldigt i alle kristlige kirkesamfund – også efter udbygningen af centralinstanser som pavedømmet, og det finder også anvendelse helt ind i det moderne.

- Hermeneutisk: Med apostelmødet finder der en relativering sted af jødedommens hellige skrift, der også var skriftet for Jesus og urmenigheden. Det Nye Testamente opstod jo først meget senere, og derfor var Toraen den eneste Bibel som man i apostolisk tid kunne påberåbe sig. Selv om man holdt fast i denne, blev der tilkendt Helligånden en kritisk funktion. Hvad Gud gennem Helligånden erklærede for rent, skulle menigheden ikke erklære for urent (Ap.G. 10) – heller ikke under påberåbelse af den hellige skrift. Denne strid om det såkaldte skriftprincip optager stadig kirken – og markerer en afgørende forskel til de andre bogreligioner islam og jødedommen hvor skriften selv er hellig og ikke til forhandling[6]
- Dogmatisk: Ikke mindst var kirken med det fundne kompromis stillet over for den opgave at afklare hvad der for menneskene nu kunne anses for ret, helligt og rent. Forholdet mellem tro og gerninger der prægede striden i reformationstiden, kunne her anes som problemstilling, om end med ganske andre fortegn.